# Compañía Hispano-Holandesa de Cervezas
Compañía Hispano-Holandesa de Cervezas was een brouwerij in Burgos die werd opgericht in 1967 door Heineken in samenwerking met Unilever (via diens dochter United Africa Company) en Banco Urguyo om de Spaanse markt te betreden. Beide hadden ervaring in de samenwerking opgedaan in Nigeria en dachten deze succesformule te kunnen herhalen in het “Afrikaanse” Spanje nadat ze in Afrika op steeds meer handelsbarrières waren gestuit.
Het Francoregime wist Heineken ertoe te overreden, met behulp van staatssteun, te starten op een nieuw te bouwen industriegebied nabij Burgos, bekend als Ontwikkelingsplan I. Heineken had al plannen om bij succes een tweede brouwerij in Málaga te openen.
De brouwerij bracht het bier “Gulder”, dat eveneens in Nigeria wordt gebrouwen, op de markt.
De andere Spaanse brouwers begonnen een harde tegencampagne en het succes van Gulder bleef uit, waarna Heineken/Unilever de brouwerij in 1970 verkocht aan San Miguel, breweries and Malta, SA.